# Kartoffelvirus X

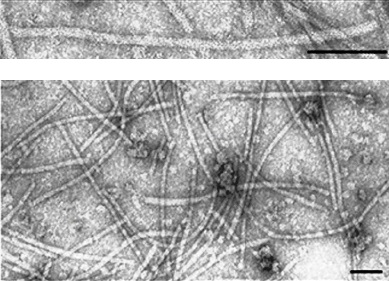
TEM-Aufnahme von PVX-Virionen. Balken jeweils 100 nm.

Kartoffelvirus X (englisch Potato virus X alias Potato mild mosaic virus, PVX; Spezies Potexvirus ecspotati) ist ein Pflanzenvirus (Phytovirus). Die Viruspartikel (Virionen) sind filamentös (von fadenförmiger Gestalt). Das Genom besteht aus einer Einzelstrang-RNA positiver Polarität. Die Spezies mit PVX ist ehemalige Typusspezies der Gattung Potexvirus, einem Mitglied der Familie Alphaflexiviridae der Ordnung Tymovirales.

## Morphologie

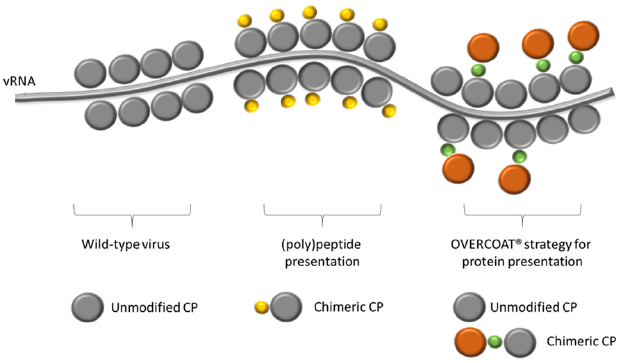
Schematische Darstellung eines Virions von Potato virus X

Im Jahr 1938 wiesen Gustav Adolf Kausche, Eduard Pfankuch und Helmut Ruska das Kartoffel-x-Virus erstmals mit dem Übermikroskop als sichtbares Makromolekül nach. PVX-Virionen haben eine helikale Symmetrie mit einer tief gerillten, stark hydratisierten Oberfläche.

## Genom und Proteom

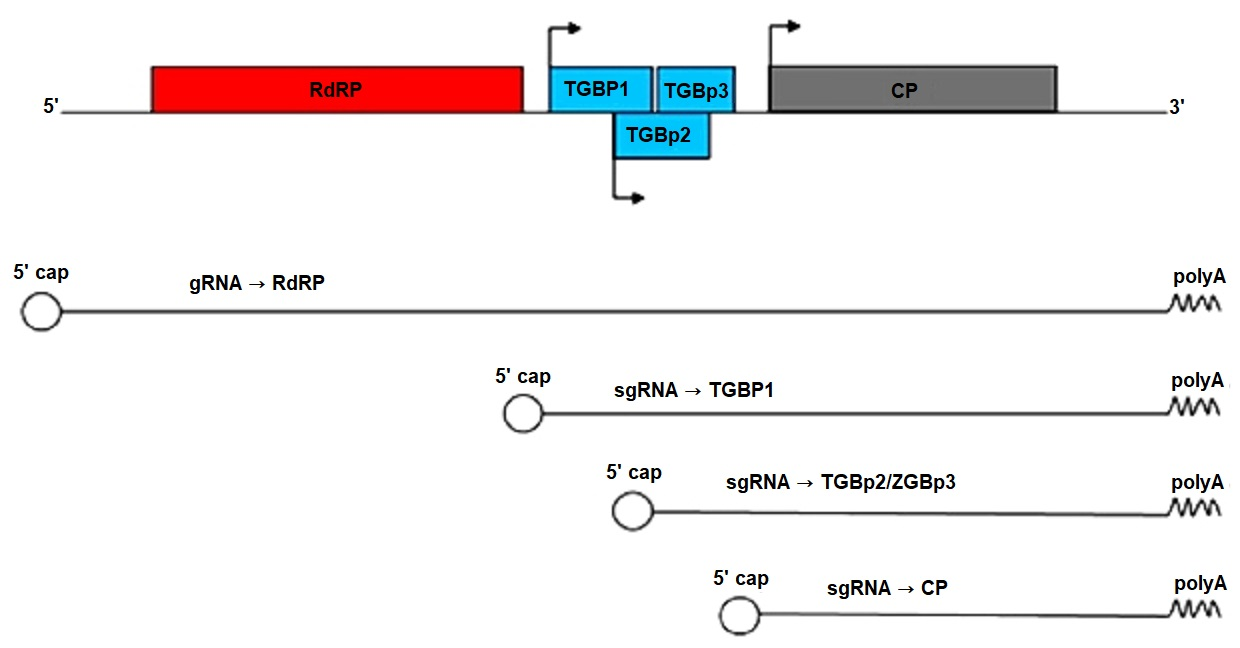
Genomkarte von PVX

Das Genom ist unsegmentiert (monopartit) und besteht aus einem Einzelstrang-RNA-Molekül positiver Polarität mit einer Länge von ca. 6,4 kb (Kilobasen).
Dieses ist in etwa 1300 Einheiten (Monomeren) eines einzelnen Kapsidproteins (CP) eingewickelt, mit 8,9 Monomeren pro Helixwindung.
Das Genom hat am 5′-Ende eine CAP-Struktur und ist am 3′-Ende polyadenyliert.
Es enthält fünf offene Leserahmen (open reading frames, ORFs), die für fünf Proteine kodieren:
- die RNA-abhängige RNA-Polymerase (RdRP)
- das Kapsidprotein (CP)
- drei sich überlappende Gene/ORFs bilden einen Block (Triple Gene Block, TGB) und kodieren für Polypeptide von 25, 12 und 7 kDa kodieren. Diese Triple-Gen-Block-Proteine (Triple Gene Block Proteins, TGBp: TGBp1, TGBp2 und TGBp3) ermöglichen oder erleichtern als Movement-Proteine die Bewegung der Virionen von Zelle zu Zelle und über große Distanzen.

## Symptome
Zwar verursacht PVX bei den meisten Kartoffelsorten keine oder nur milde Symptome einer Kartoffelmosaikkrankheit (daher sein englischer Alias Potato mild mosaic virus).
Die Infektion kann bei einigen Kultivaren mild verlaufen und ist oft latent.
Virulente Varianten können neben Mosaikbildung auch Kräuselungen auch Blattchlorosen und Blattnekrosen sowie reduzierte Blattgröße und nekrotische Läsionen an den Knollen verursachen.
Einige Sorten sind überempfindlich gegenüber bestimmten Varianten und reagieren mit apikaler Nekrose.
Schwere Symptome werden insbesondere verursacht, wenn zusätzlich das Kartoffelvirus Y (PVY) vorhanden ist (Doppelinfektion), da eine Synergie (gegenseitige Verstärkung) zwischen diesen beiden Virusspezies auftritt. PVX kann sowohl mit PVY als auch mit Kartoffelvirus A (PVA) interagieren und schwerwiegendere Symptome und größere Ertragseinbußen verursachen als durch jedes dieser Viren allein.
Abhängig von der Virusvariante und der Kartoffelsorte kann PVY den Ertrag um mehr als 10 % verringern.
PVX ist damit eines der wichtigsten Viren, die Kartoffelkulturen befallen.

## Übertragung
PVX wird durch infizierte Knollen und mechanisch (durch Kontakt) – nicht durch Blattläuse – übertragen. Es gibt keine Insekten- oder Pilz-Vektoren für dieses Virus.

## Wirte
Auch andere Nachtschattengewächse (Solanaceae) wie Tabak (Gattung Nicotiana), Paprika (Gattung Capsicum) und Tomate (Solanum sect. Lycopersicon) können als Wirte für PVX dienen.

## Bekämpfung und Kontrolle
Die wichtigste Maßnahme zur Bekämpfung dieses Virus ist der Anbau von zertifiziertem Saatgut. Die Ausbreitung erfolgt durch die Verwendung von kontaminierten Werkzeugen und Maschinen. Werkzeuge sollten desinfiziert, infizierte Pflanzen entfernt und die Bewegung innerhalb der Kultur eingeschränkt werden. Einige Kartoffelsorten sind resistenter gegen PVX als andere.
Durch die schnelle Erkennung von Virusbefall und die Produktion von Kartoffeln in begrenzter Generationenfolge, ausgehend von krankheitsfreien Pflanzen aus Gewebekultur, wurde das Virus in vielen Ländern fast vollständig aus dem Kartoffelanbau eliminiert.

## Varianten
Das National Center for Biotechnology Information (NCBI) (USA) führt mit Stand 18. Juni 2024 folgende PVX-Varianten:
Familie: Alphaflexiviridae
- Gattung: Potexvirus, Spezies: Potexvirus ecspotati
  - Potato virus X (PVX)
    - Variante: Potato virus X (strain X3) (Referenz)[3]
    - Variante: Potato virus X (strain CP)
    - Stamm: Potato virus x (strain HB)
    - Stamm: Potato virus X (strain UK3)
    - Stamm: Potato virus X (strain XC)